# Kay Adams
Princetta Kay Adams, född 9 april 1941 i Knox City, Texas, är en amerikansk countrysångerska. Adams var framförallt verksam på 60-talet. Hon hade ingen större framgång på listorna men fick hjälp av att hon var en av få kvinnliga artister som sjöng så kallad "truck driving country".

## Diskografi (urval)
Album
- 1966 – Wheels & Tears
- 1967 – Make Mine Country
- 1967 – Alcohol and Tears
- 1978 – Made for Love

Singlar
- 1955 – "It Just Ain't Love" / "All Around The World"
- 1965 – "Don't Talk Trouble To Me" / "Honky Tonk Heartache"
- 1966 – "Little Pink Mack" / "That'll Be The Day"
- 1966 – "She Didn't Color Daddy" / "Roll Out The Red Carpet"
- 1967 – "Rocks In My Head" / "Trapped"

Övrigt
- 1966 – Country Opera - The Legend Of Johnny Brown (med Jerry Naylor, Ray Sanders och Alice Rene)
- 1967 – A Devil Like Me Needs An Angel Like You (med Dick Curless)
- 1969 – A Tombstone Every Mile (med Dick Curless)
- 1969 – Killer's Tree (Soundtrack)